# Hu Yaobang
En aquest nom xinès, el cognom és Hu.
Hu Yaobang (xinès: 胡耀邦)  (Liuyang, 20 de novembre de 1915 - Pequín, 15 d'abril de 1989), va ser un alt funcionari de la República Popular de la Xina.
Va pertànyer al Partit Comunista de la Xina amb l'estatus de sènior superior del Partit des de 1981 a 1987, primer com a president del Partit Comunista de 1981 a 1982, després com a Secretari General del Partit Comunista de 1982 a 1987.

## Biografia
Hu prové d'una família d'origen Hakka migrada des de Jiangxi, a Henan durant la dinastia Ming. D'origen humil, ben jove va formar part a la revolta de Hunan del 1927, promoguda pel seu paisà Mao Zedong. Amb dotze anys participa en la revolta, i amb catorze deixa la família i s'uneix al Partit Comunista, del que esdevé membre de ple dret el 1933, on ser un important membre, vinculat des de jove a Deng Xiaoping. Durant la Revolució Cultural (1966–1976), Hu va ser purgat, rehabilitat i tornat a purgar, seguint en això la carrera política de Deng.
Després de l'arribada al poder de Deng, com a conseqüència de la mort de Mao Zedong, Deng va promoure a Hu en una sèrie de posicions polítiques. Entre d'altres funcions, Hu va ajudar a rehabilitar a alguns dels Ancians del Partit que havien estat purgats per la Banda dels Quatre, com Peng Zhen, Yang Shangkun, i Bo Yibo. D'entre els antics revolucionaris, He era especialment proper a Ye Jianying. Durant la dècada del 1980, Hu va propiciar una sèrie de reformes polítiques i econòmiques conegudes com Boluan Fanzheng, que l'enemistaren amb el grup dels Ancians del Partit que s'oposaven al mercat lliure i a fer més transparent al govern de la Xina, com Chen Yun i Peng Zhen. L'any 1987 es van estendre protestes estudiantils, i davant un dur critisme per part de Deng en una reunió, Hu va presentar la dimissió, i fou objecte de dures crítiques en un encontre amb alts càrrecs del partit. Tanmateix, després d'això va conservar un lloc al Politburó.
El lloc de Secretari general el va ocupar Zhao Ziyang, tot continuant les reformes de Hu. Un dia després de la mort de Hu, el 1989, una petita manifestació el va commemorar i va demanar el govern que continuara el llegat de Hu. Una setmana més tard, l'endemà del funeral de Hu, almenys 10.000 estudiants anaren a la Plaça de Tian'anmen, en el primer acte d'allò que esdevindria la protesta de Tian'anmen. Posteriorment, els detalls sobre la biografia de Hu deixen d'aparéixer a mitjans oficials, però aquestes restriccions van ser aixecades l'any 2005.